# Otrog Malyj
Otrog Malyj (englische Transkription von russisch Отрог Малый Otrog Maly, deutsch ‚Kleiner Sporn‘) ist ein Gebirgskamm im ostantarktischen Mac-Robertson-Land. In den Prince Charles Mountains ragt er auf der Westseite des Cumpston-Massivs auf.
Russische Wissenschaftler nahmen seine deskriptive Benennung vor.